# خربة سيلون
سيلون أو خربة سيلون أو شيلوه ( /ˈʃaɪloʊ/ ، بالعبرية: שִׁלוֹ، שִׁילֹה، שִׁלֹה، وשִׁילוֹ) مدينة قديمة في محافظة نابلس مذكورة في التوراة. تقع إلى الغرب من بلدة شيلو الاستيطانية الإسرائيلية الحديثة وإلى الجنوب من بلدة قريوت الفلسطينية.
كانت شيلوه مركز العبادة الرئيسي لبني إسرائيل قبل بناء الهيكل الأول في القدس.